# هورودينكا
هورودينكا (Городенка) هي مدينة في محافظة إفانو-فرانكيفسك في أوكرانيا.
يبلغ عدد سكانها حوالي 9374 نسمة.

## أعلام
- يوليا دومانسكا
- سالو فلور
- ماري لجاكوفا